# Vampyren jager hotpants
Vampyren jager hotpants er en britisk film fra 1972 instrueret af Alan Gibson.

## Medvirkende
- Christopher Lee som Grev Dracula
- Peter Cushing som Professor Van Helsing
- Stephanie Beacham som Jessica Van Helsing
- Christopher Neame som Johnny Alucard
- Marsha A. Hunt som Gaynor
- Michael Coles som Inspektør
- Caroline Munro som Laura
- Janet Key som Anna
- William Ellis som Joe Mitcham
- Philip Miller som Bob
- Michael Kitchen som Greg